# خورشیدگرفتگی ۲۰ مه ۲۰۵۰
خورشیدگرفتگی ۲۰ مه ۲۰۵۰ (به انگلیسی: Solar eclipse of May 20, 2050) یک خورشیدگرفتگی از نوع خورشیدگرفتگی مرکب است. این خورشیدگرفتگی در تاریخ ۲۰ مه ۲۰۵۰ میلادی (‎۳۰ اردیبهشت ۱۴۲۹ خورشیدی) روی خواهد داد که زمان اوج آن، ساعت ۲۰:۴۲:۵۰ به‌وقت ساعت هماهنگ جهانی است. مدت زمان و طول این خورشیدگرفتگی ۰ دقیقه و ۲۱ ثانیه خواهد بود.